# Музорева, Абель
Абель Тендекайи Музорева (англ. Abel Tendekayi Muzorewa; 14 апреля 1925, Умтали, Маникаленд, Южная Родезия — 8 апреля 2010, Хараре, Зимбабве) — родезийский и зимбабвийский политический и религиозный деятель, лидер социал-либеральной партии Объединённый африканский национальный совет, епископ методистской церкви. Участник борьбы за независимость. Политический партнёр Яна Смита в процессе урегулирования. Премьер-министр Зимбабве-Родезии в 1979 году. В независимом Зимбабве один из лидеров оппозиции Роберту Мугабе.

## Методистское служение
Родился в семье чернокожего фермера, вынужденного уступить земельную собственность белым поселенцам. Его отец стал школьным учителем и методистским наставником. Начальное образование Абель Музорева получил в сельской школе методистской миссии.
В 1943—1947 годах Абель Музорева работал школьным учителем в Мрева. В 1947—1949 годах — методистский проповедник в Мтоко. С 1949 по 1952 год изучал богословие в Старом библейском Колледже Умтали. В 1953 году был рукоположен в методистские проповедники (minister), два года спустя стал методистским наставником (pastor). Служил в Чидуку (близ Русапе) до 1958 года.
В 1958—1963 годах Музорева проходил религиозное обучение в США. Обучался в нашвиллском колледже христианского образования Скарритт, затем в центральном методистском колледже Файетта (штат Миссури). Вернувшись в Южную Родезию, стал методистским наставником в Старом Умтали. Одновременно с 1964 года являлся руководителем (национальным директором) Христианского молодёжного движения. С 1966 — секретарь Движения христианских студентов.
В 1968 году Абель Музорева был посвящён в епископы Объединённой методистской церкви Южной Родезии.

## Политическое лидерство
Политические взгляды Абеля Музоревы соединяли умеренный африканский национализм с социальным либерализмом. Он был сторонником зимбабвийской независимости и правления большинства. В 1971 году Музорева выступил как один из лидеров политической кампании NIBMAR — Независимость только после предоставления власти африканскому большинству. Эти протесты сорвали проведение референдума и помешали правящему Родезийскому фронту договориться с британским правительством о предоставлении независимости «белой» Родезии.
В первой половине 1970-х годов Абель Музорева воспринимался как политический лидер африканских националистов Родезии. В 1971 году он возглавил партию Объединённый африканский национальный совет (UANC, ОАНС). В ней усматривался приблизительный аналог южноафриканского АНК Нельсона Манделы, хотя по политической роли партия была сходна скорее с Инкатой Мангосуту Бутелези. Джошуа Нкомо и Роберт Мугабе в тот период являлись его союзниками.
Музорева был принципиальным сторонником ненасильственных методов борьбы. Однако к середине 1970-х он ужесточил риторику. На конференции 1975 года в Дар-эс-Саламе Музорева призвал к «деэскалации переговоров и эскалации войны». В 1976 году находился в эмиграции в Мозамбике. При возвращении Музоревы в Родезию приветствовать его пришли 100 тысяч человек.

## Партнёр Яна Смита
В то же время Абель Музорева был убеждённым антикоммунистом и на этой основе выступал за компромисс с Родезийским фронтом Яна Смита. Партия UANC выступала как умеренная альтернатива вооружённым марксистским движениям ЗАНУ и ЗАПУ.
С 1975 года положение Родезии резко осложнилось. Партизаны ЗАНУ и ЗАПУ усилили вооружённую борьбу при поддержке СССР и КНР. Западные государства, прежде всего Великобритания и США, требовали от Яна Смита проведения демократических выборов. При этом правительство Смита, односторонне провозгласившее независимость Родезии в 1965 году, рассматривалось как незаконное, его политика — как «мятеж против британской короны». Родезия подвергалась международной изоляции и бойкоту.
В этих условиях епископ Музорева стал одним из немногих чернокожих лидеров, согласных на переговоры и компромисс с родезийским правительством. 3 марта 1978 года Абель Музорева, Ндабанинги Ситоле и Джереми Чирау подписали с Яном Смитом соглашение о внутреннем урегулировании. Был запланирован постепенный переход к многорасовому правлению при сохранении социального строя Родезии и значительных преференций белой общины. При этом африканские участники соглашения представляли широкий политический спектр. Бывший лидер ЗАНУ Ситоле представлял левых африканских националистов, племенной вождь Чирау был правым консерватором, епископ Музорева — либералом-центристом. При этом именно Музорева рассматривался как политически наиболее перспективный лидер.
ЗАНУ Роберта Мугабе и ЗАПУ Джошуа Нкомо не признали договорённостей. Музорева, Ситоле и Чирау были объявлены «марионетками белых расистов». Отношения между ОАНС и партизанскими движениями стали открыто враждебными. С весны 1978 партия Музоревы активно участвовала в создании Вспомогательных сил безопасности (SFA) — африканского антикоммунистического ополчения, воевавшего на стороне правительства Смита.

## Премьер-министр Зимбабве-Родезии
В ходе боевых действий правительственные войска, родезийский спецназ и SFA сохраняли военное превосходство над повстанцами. Однако давление международного сообщества вынуждало Смита к политическим уступкам. В апреле 1979 года были проведены всеобщие парламентские выборы, победу на которых одержал ОАНС (второе место по количеству мандатов занял Родезийский фронт). 1 июня 1979 года было учреждено новое государство — Зимбабве-Родезия. Правительство возглавил Абель Музорева. Ян Смит стал в его кабинете министром без портфеля.
Номинально власть перешла к чернокожему большинству. Однако силовые структуры, ключевые экономические активы, значительная часть административного аппарата, судебная система остались в руках белой общины, поскольку белые составляли костяк профессионально подготовленных чиновников и бизнесменов. ЗАНУ и ЗАПУ бойкотировали выборы и с новой силой повели партизанскую войну. Международного признания Зимбабве-Родезия также не получила.
Не было единства и в соглашательском лагере. Вождь Ндивени требовал зарезервировать больше мест в парламенте для ндебеле. Ситоле обвинял Музореву в нарушениях при выборах. Личная армия Музоревы уничтожила 180 и арестовала около 750 сторонников Ситоле. Джеймс Чикерема вышел в 1979 из ОАНС, назвав его трайболистской и непотистской организацией.
На посту главы правительства Музорева пытался проводить энергичную жёсткую политику. В резкой, до эпатажа, форме он критиковал популистские лозунги: «Сомнительно, чтобы все африканцы согласились с Вами… — А мне наплевать на „всех африканцев“. Настоящий политик не может считаться с мнением тех, кто никогда не держал в руках газеты». Однако устоять перед внутренним и внешним давлением не удалось.
Ланкастерхаузская конференция 1979 года положила конец существованию Зимбабве-Родезии. На февраль 1980 года назначались всеобщие выборы под контролем Великобритании.

## Оппозиционер в Зимбабве
Февральские выборы 1980 года сопровождались массовым запугиванием населения боевиками. Победу одержала партия ЗАНУ, премьер-министром стал Роберт Мугабе. ОАНС Абеля Музоревы получил лишь 8 % голосов и 3 мандата из 100. После этого поражения влияние Музоревы и его партии уже не восстановилось.
Абель Музорева оставался оппозиционным политиком, выступал с критикой правления Мугабе. 31 октября 1983 года, после возвращения из поездки в Израиль, Музорева был арестован правительственной службой безопасности по обвинению в «заговоре против правительства» и «сговоре с Израилем и ЮАР». Больше недели Музорева держал голодовку, пока не был освобождён.
В 1992 году ОАНС участвовал в инициированных Яном Смитом переговорах о создании широкого оппозиционного объединения. Однако проект не удалось реализовать. Абель Музорева участвовал в выборах президента Зимбабве 1996 года, но получил лишь 4,8 % голосов. В 2008 году он вновь рассматривался в качестве возможного кандидата оппозиции на президентских выборах, однако в конечном итоге отказался баллотироваться.

## Оценки и память
Умер 8 апреля 2010 года в своём доме в Хараре в возрасте 84 лет. Комментаторы отмечали, что, хотя Музореве «не удалось сделать то, что Мандела сделал для Южной Африки», он остался в памяти зимбабвийцев как «человек мира».
Абель Музорева был женат, имел пятерых детей.